# サタデーマガジンα
『サタデーマガジンα』（サタデーマガジンアルファ）とは、1983年（昭和58年）5月7日から1987年（昭和62年）2月28日まで仙台放送で放送された土曜昼の情報バラエティ番組。
なお、1985年（昭和60年）3月2日からは『SATAMAGA』というタイトルで放送された。

## 概要
『サタデーマガジンα』は地元情報番組であるが、その1コーナーであるJOOX-TV POPS BEST10に特色があった。
1981年（昭和56年）8月1日、アメリカ合衆国においてMTVがポピュラー音楽のミュージック・ビデオ (MV) を24時間流し続ける音楽専門チャンネルとして放送開始すると、アメリカのアーティストのMVのみではコンテンツ不足に陥った。ここにイギリス・カナダ・オーストラリアなどのアーティストがMVで参入することで第2次ブリティッシュ・インヴェイジョンと呼ばれる現象が発生した。日本では、同1981年よりMVを中心とした『ベストヒットUSA』が始まり、その他の洋楽テレビ番組も次々放送開始され、第2次ブリティッシュ・インヴェイジョンに呼応した洋楽ブームが起きた。
このような流れがあったため、『サタデーマガジンα』でもコーナーの1つとして洋楽のMVを流すJOOX-TV POPS BEST10が設けられた。VJは、第一次ディスコブーム（1977年-1982年）においてポーキーと共に仙台の有名DJとなっていた世之介だった。土曜日の午前授業（当時は学校週5日制施行前）を終えて帰宅した生徒・学生も視聴者に取り込んだ。
1987年2月、番組が2月いっぱいで終了するとのアナウンスがあり、最終回では前日の2月27日に誕生日をむかえた世之介のスペシャル等を放送して番組を終了した。なお、番組が終了した理由は社会的状況によるものではなく、仙台放送の社内的事情。

## 出演者

### 司会
- 初代 浅見博幸（当時仙台放送アナウンサー）
- 2代目 塚原真理子（現：長谷部真理子、当時仙台放送アナウンサー）

### VJ
- 世之介

### アシスタント
- 初代 エイミー
- 2代目 横田ひとみ

## 放送時間
- 1983年5月7日 - 1987年2月28日 土曜 13:00 - 14:25 （JST）

## コーナー
- JOOX-TV POPS BEST10
- JOOX-TV GEST DE BEST10
- ほか